# Conpoy

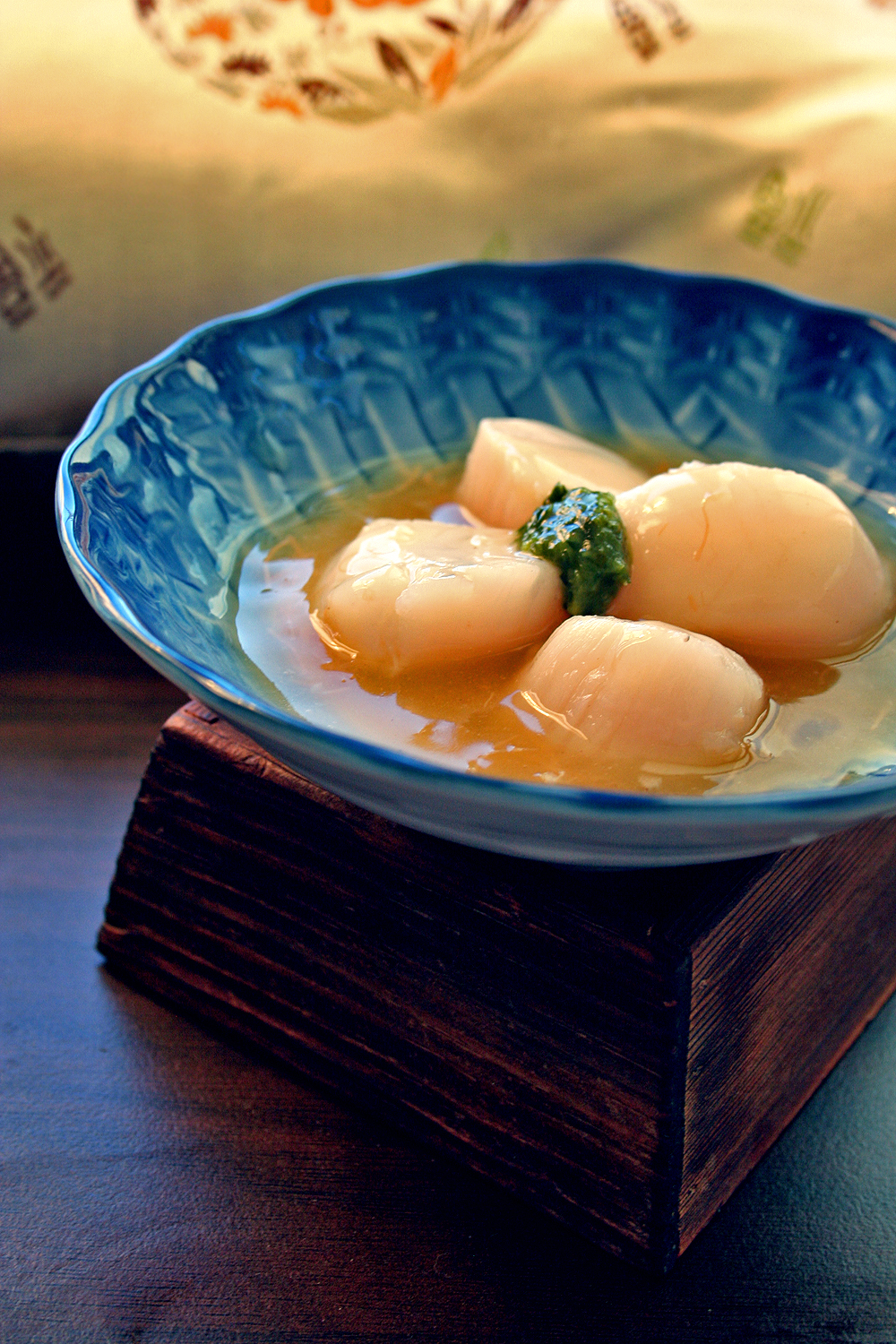
Conpoy após a preparação.

Conpoy é um produto da culinária de Cantão (sul da China), feito a partir dos músculos adutores dos moluscos bivalves conhecidos como vieiras. O odor do conpoy é marinho, pungente, reminiscente de certas carnes charqueadas. Seu sabor é rico em umami em função de seu alto conteúdo de aminoácidos, tais como glicina, alanina e ácido glutâmico. É também rico em ácido nucleico, tal como ácido inosínico, produtos colaterais dos aminoácidos tais como a taurina e minerais, tais como cálcio e o zinco. O conpoy é produzido pelo cozimento das vieiras cruas, que depois são secas.